# Ponte del Diavolo (Cividale del Friuli)
Il Ponte del Diavolo (Puìnt dal Diàul in friulano) è il simbolo della città di Cividale del Friuli (UD). Costruito in pietra a partire dal 1442 e ripartito in due arcate, poggia su un macigno naturale collocato nel letto del fiume Natisone, lungo il quale si può ammirare una scenografica gola. Il ponte è alto 22,50 m, poggia su tre piloni sviluppandosi per 48 m su due archi di larghezza differente (22 m e 19 m). L'asimmetria è dovuta alla posizione del masso su cui poggia il pilone centrale.

## Storia

### Costruzione
Sino al XIII secolo vi era un passaggio in legno, frequentemente sottoposto alla furia distruttrice delle acque del fiume; emerse così la necessità di sostituirlo con una più solida costruzione in pietra. Il progetto del nuovo ponte fu elaborato da Iacopo Dugaro da Bissone, con cui il Comune stipulò un contratto l'11 dicembre 1441. I lavori proseguirono attraverso una interminabile serie di intoppi e si protrassero sin quasi all'inizio del XVI secolo.
Nel 1442 fu iniziata la costruzione, che proseguì sotto la direzione di Dugaro fino alla sua morte (1445). Fu poi ripresa dal suo collaboratore Erardo da Villaco. Nel 1453 fu tolta l'armatura ma, ad opera ancora non terminata, morì anche Erardo. Nel 1558 il ponte venne lastricato, e nel 1689 venne restaurato una prima volta. Un successivo restauro, ad opera di Giuseppe Cabassi, venne eseguito nell'anno 1836.
La costruzione venne abbattuta dall'esercito italiano il 27 ottobre 1917 durante i tragici eventi della ritirata di Caporetto nel tentativo, assurdo ed inutile, di ritardare l'avanzata del nemico (all'esercito austro-tedesco non interessava certamente di passare il Natisone a Cividale, ma piuttosto di proseguire la sua avanzata verso Udine). Fu prontamente ricostruito, nella stessa forma, dagli austriaci sotto la direzione di Anselmo Nowak ed inaugurato il 18 maggio 1918. Successivamente subì danni limitati nel 1945 ad opera dei soldati tedeschi.

### Eventi
Per ricordare la gravissima peste del 1557 fu commissionata un'opera, realizzata nel 1601 dal pittore Jacopo Palma il Giovane, oggi visibile alla Chiesa di San Pietro ai Volti con i santi canonici Sebastiano e Rocco dove, nello sfondo, c'è la veduta del ponte sul Natisone..
In occasione del centenario della battaglia di Cividale, nel 2017 fu realizzata una serie di eventi commemorativi che videro, come avvenimento focale, la realizzazione di una gigantesca pittura anamorfica realizzata sopra il ponte, che rappresentava l'aspetto del ponte dopo la sua distruzione nel 1917. La pittura anamorfica commemorativa del centenario fu progettata e curata dall'artista italiano Fabio Maria Fedele, e realizzata da una squadra di artisti europei appartenenti alle nazioni che all'epoca erano in guerra come simbolico segno di pace ritrovata. Questa pittura, nominata "La voce dell'effimero apparente" fu realizzata sul pavimento e sui parapetti del ponte, occupando superficie di 570 mq. Essa costituisce la più grande opera anamorfica realizzata in Italia e una delle più grandi d'Europa. La pittura anamorfica fu concepita e proposta come "Monumento effimero" di stato, presentando per la prima volta la Street Art pittorica pavimentale come un'arte di espressione ufficiale dello Stato ai massimi livelli istituzionali.

## Origine del nome
Il nome del ponte deriva da una leggenda popolare, alimentata verosimilmente dalle tormentate vicissitudini costruttive del manufatto: si dice che per costruire il ponte, i cividalesi avessero chiesto aiuto al Diavolo. Questi avrebbe preteso in cambio l'anima della prima creatura che fosse passata sul ponte. Accettato il patto, in una sola notte il Diavolo eresse il ponte, ma la mattina seguente i cittadini fecero passare sul ponte un animale (o un gatto o un cane o, addirittura, un maiale, secondo altre versioni: pare che in alcuni periodi dell'anno qualcuno abbia udito dei rumori, simili a grugniti, provenire dal letto del fiume intorno al ponte). Il Diavolo così beffato, dovette accontentarsi dell'anima dell'animale, lasciando per sempre in pace i cividalesi.
Secondo un'altra versione molto diffusa, il diavolo si sarebbe limitato a semplificare la costruzione dell'opera collocando la grossa pietra su cui poggia il pilastro centrale del ponte.

## Altre immagini

Il Ponte del Diavolo dopo la ricostruzione del 1918
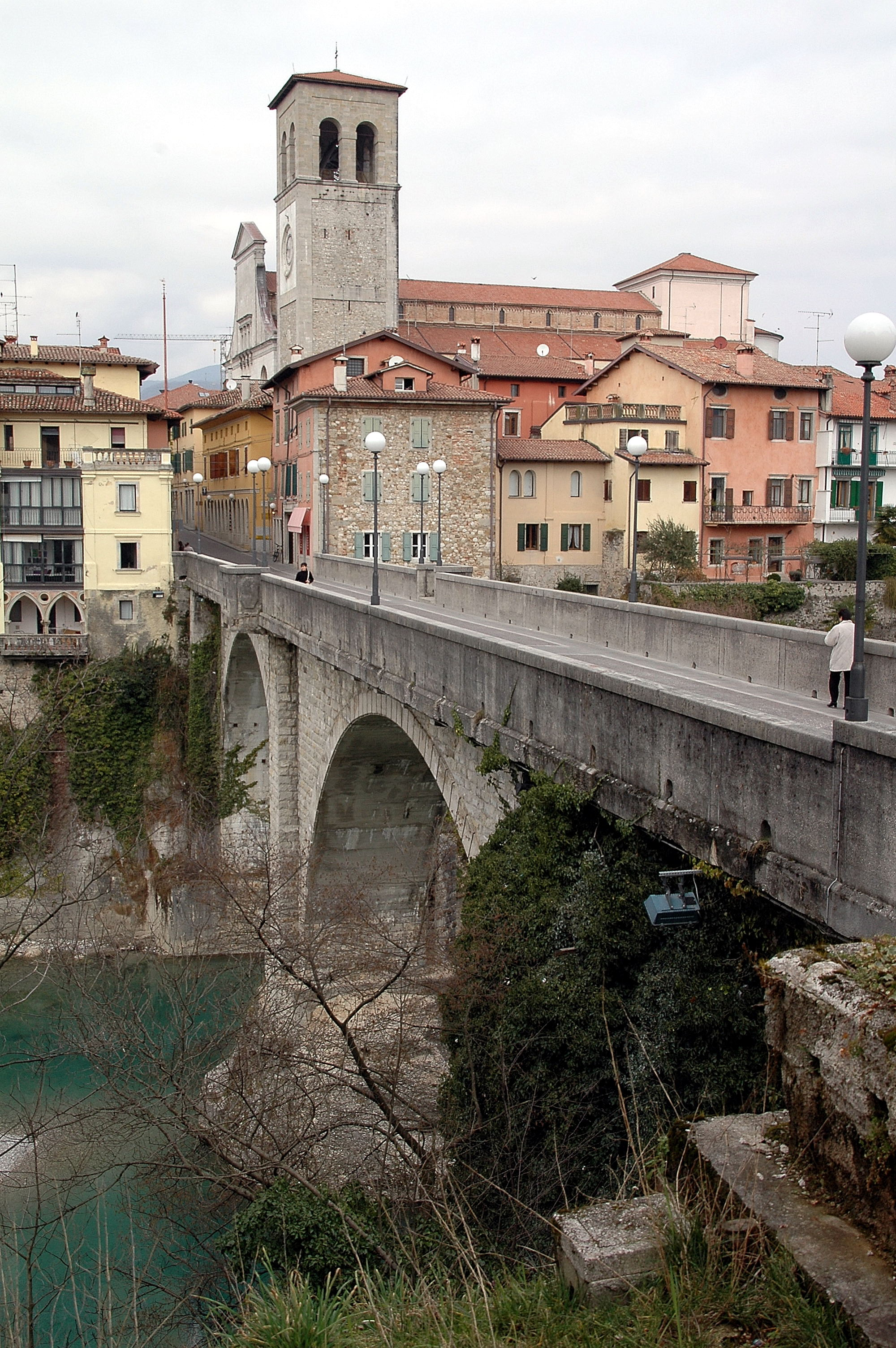
Il Ponte del Diavolo visto dal Borgo di Ponte
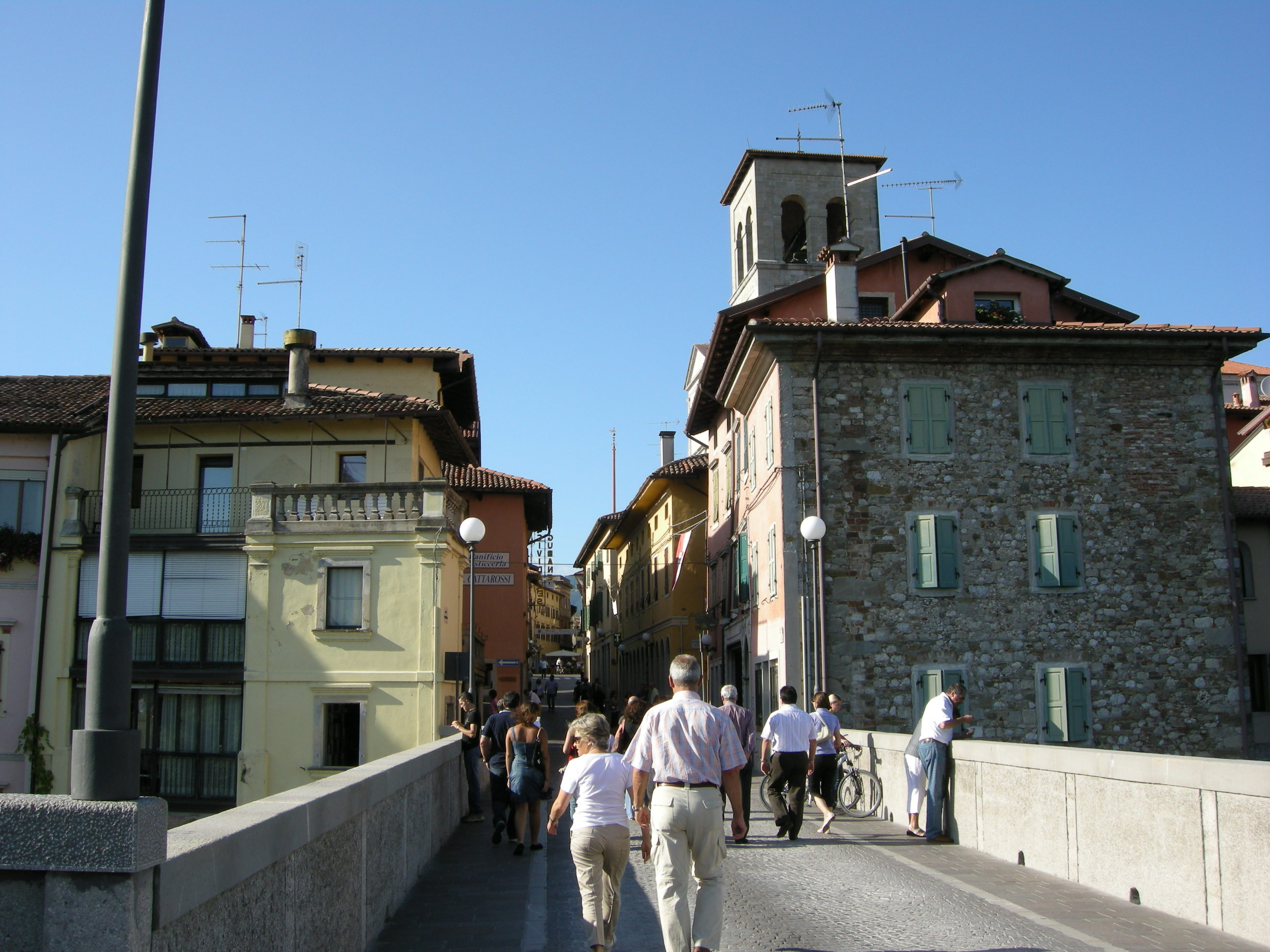
Il passaggio
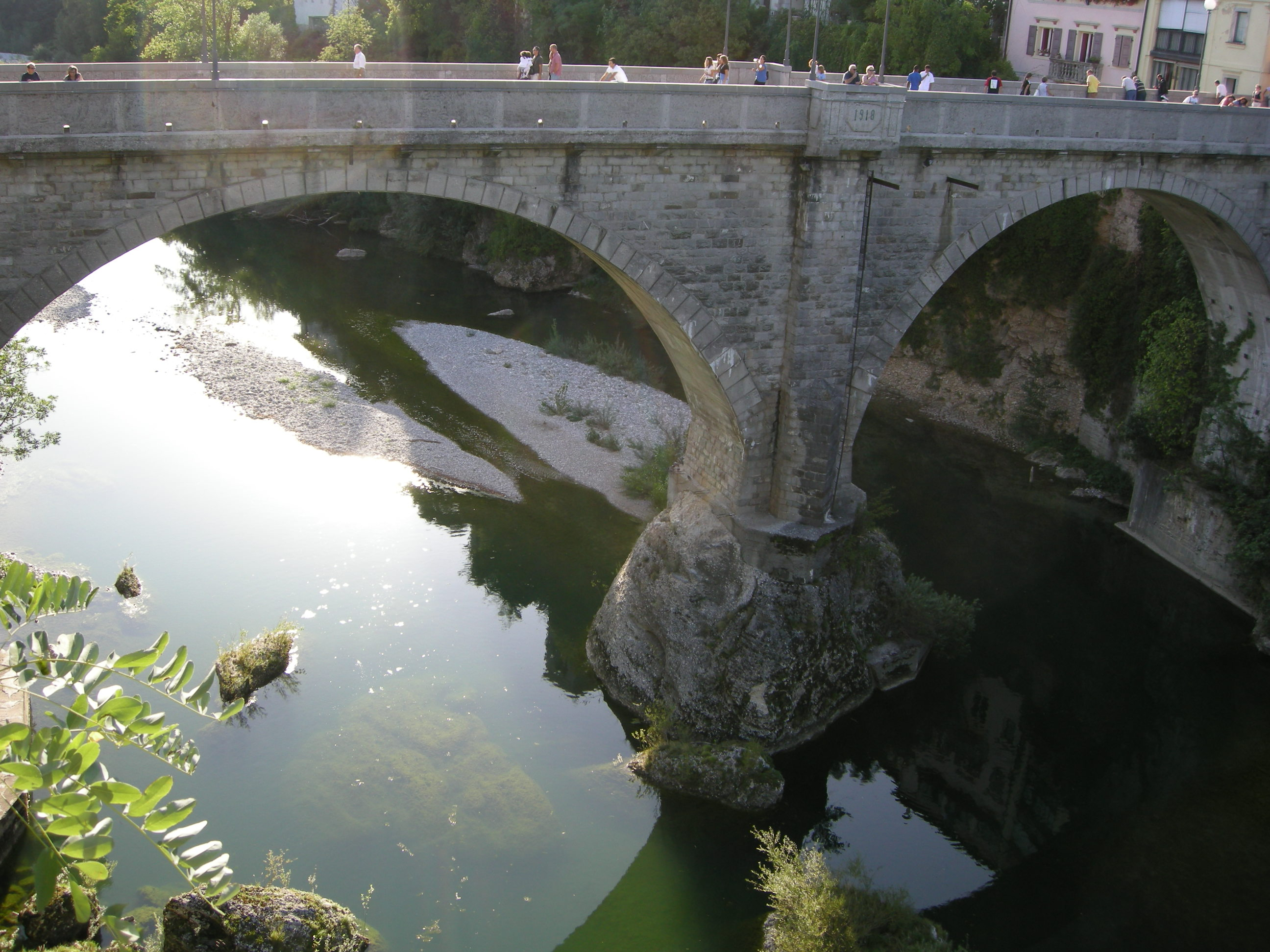
Gli archi
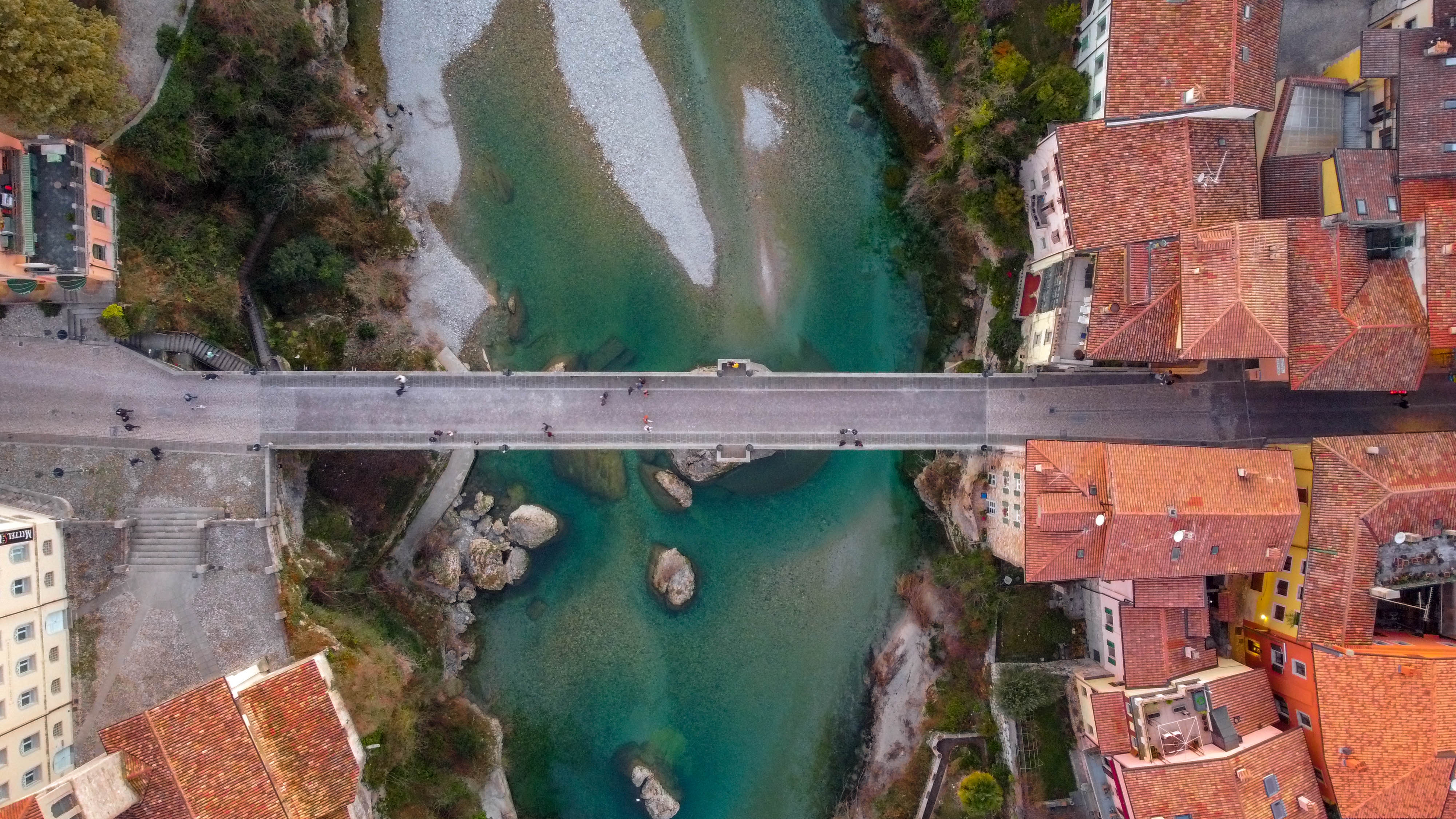
Foto aerea del Ponte del Diavolo